# روبرتو كامبوس
روبرتو كامبوس (بالبرتغالية: Roberto Campos‏) هو دبلوماسي واقتصادي وسياسي برازيلي، ولد في 17 أبريل 1917 في كويابا في البرازيل، وتوفي في 9 أكتوبر 2001 في ريو دي جانيرو في البرازيل. انتخب عضو مجلس النواب البرازيلي ‏ وفي الانتخابات التشريعية البرازيلية 1982 ‏، انتخب عضو مجلس الشيوخ من البرازيل عن دائرة Mato Grosso ‏.

## روابط خارجية
- روبرتو كامبوس على موقع مونزينجر (الألمانية)